# 大瓦雷讷
大瓦雷讷（法語：Varennes-le-Grand，法語發音：[vaʁɛn lə ɡʁɑ̃]）是法国索恩-卢瓦尔省的一个市镇，属于索恩河畔沙隆区。

## 地理
大瓦雷讷（46°42'41"N, 4°52'38"E）面积19.08 平方千米，位于法国勃艮第-弗朗什-孔泰大區索恩-卢瓦尔省，该省份为法国中部省份，北起顺时针与科多尔省、汝拉省、安省、罗讷省、卢瓦尔省、阿列省和涅夫勒省接壤。
与大瓦雷讷接壤的市镇（或旧市镇、城区）包括：埃佩尔旺、拉沙尔梅、馬爾奈、索恩河畔乌鲁、圣昂布勒伊、圣西尔、圣卢德瓦雷讷。

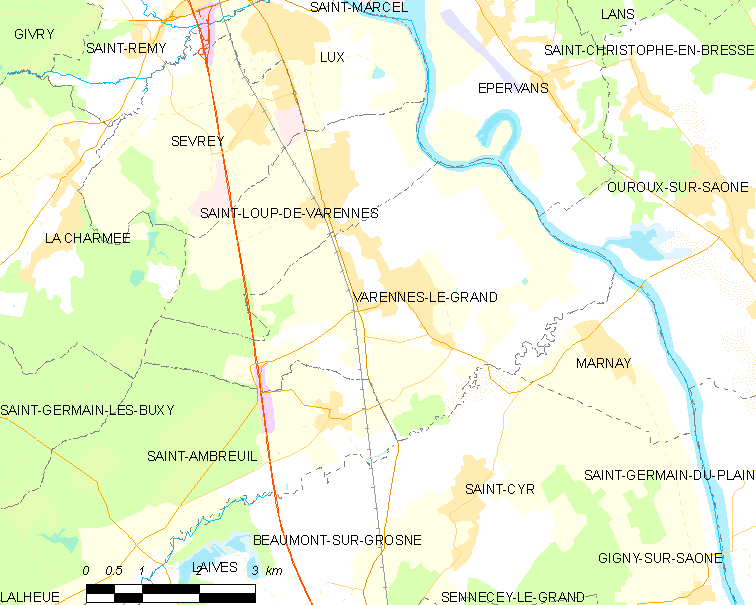
大瓦雷讷的OSM定位图

大瓦雷讷的时区为UTC+01:00、UTC+02:00（夏令时）。

## 行政
大瓦雷讷的邮政编码为71240，INSEE市镇编码为71555。

## 政治
大瓦雷讷所属的省级选区为圣雷米县。

## 人口

1962-2008年间大瓦雷讷人口变化图示

大瓦雷讷于2022年1月1日时的人口数量为2287人。